# Batophila nepalica
Batophila nepalica là một loài bọ cánh cứng trong họ Chrysomelidae. Loài này được Doeberl miêu tả khoa học năm 2003.